# 제5함대 (일본)
제5함대(第五艦隊 다이고칸타이[*])는 일본 제국 해군의 서수 함대이다.

## 역사

### 중일 전쟁
최초의 제5함대는 중일 전쟁에서 지나 해역을 관할하는 지나방면함대을 증원할 부대로서 1938년 2월 1일에 창설되었다. 초대 함대 사령장관과 참모장으로 시오자와 고이치 중장과 다유이 미노루 소장이 임명되었다.
1939년 11월 15일, 제2견지함대로 재편성되었다.

### 태평양 전쟁
1941년 7월 25일, 북동부 해역의 초계 순찰과 알류쟌 제도 공략을 위해 재창설되었다.
1945년 2월 5일, 함대는 폐지되고 소속부대는 제10방면함대로 넘어갔다.

## 지휘부

### 사령장관
| 계급 | 성명            | 취임일           | 이임일          | 추가 설명 |
| ---- | --------------- | ---------------- | --------------- | --------- |
| 중장 | 시오자와 고이치 | 1938년 2월 1일   | 12월 15일       |           |
| 중장 | 곤도 노부타케   | 1938년 12월 15일 | 1939년 9월 29일 |           |
| 중장 | 다카스 시로     | 1939년 9월 29일  | 11월 15일       |           |
| 중장 | 호소가야 보시로 | 1941년 7월 25일  | 1943년 3월 31일 |           |
| 중장 | 가와세 시로     | 1943년 3월 31일  | 1944년 2월 15일 |           |
| 중장 | 시마 기요히데   | 1944년 2월 15일  | 1945년 2월 5일  |           |

### 참모장
| 계급 | 성명              | 취임일           | 이임일           | 추가 설명 |
| ---- | ----------------- | ---------------- | ---------------- | --------- |
| 소장 | 다유이 미노루     | 1938년 2월 1일   | 12월 15일        |           |
| 소장 | 야마구치 다몬     | 1938년 12월 15일 | 1939년 11월 15일 |           |
| 소장 | 나카자와 다스쿠   | 1941년 7월 25일  | 1942년 11월 6일  |           |
| 소장 | 이치미야 요시유키 | 1942년 11월 6일  | 1943년 3월 19일  |           |
| 소장 | 오와다 노보루     | 1943년 3월 10일  | 11월 17일        |           |
| 소장 | 마스모토 다케시   | 1943년 11월 17일 | 1945년 2월 5일   |           |

## 전투 서열
- 일본 제국 해군의 전투 서열 (1941년 12월 10일)#제5함대, 태평양 전쟁 시작
- 일본 제국 해군의 전투 서열 (1942년 7월 14일)#제5함대, 미드웨이 해전 이후
- 일본 제국 해군의 전투 서열 (1944년 4월 1일)#제5함대, 전시편제제도 개정
- 일본 제국 해군의 전투 서열 (1944년 8월 15일)#제5함대, 마리아나 해전 이후

### 중일 전쟁
- 제9전대: 묘코, 다마
- 제10전대: 덴류, 다쓰타
- 제5수뢰전대: 유바리
  - 제3구축대: 시오카제, 시마카제, 호카제
  - 제16구축대: 아사가오, 유가오, 후요, 가루카야
  - 제23구축대: 기쿠즈키 , 미카즈키 , 모치즈키 , 유쓰키
- 제3항공전대: 가모이, 가구마루, 가미카와마루
- 제4항공전대: 노토로, 기누마루

### 태평양 전쟁

#### 1941년 7월 25일
- 제21전대: 다마, 기소
- 부속: 사기, 하토

#### 1944년 12월 15일
구축함 모모는 1944년 12월 15일에 침몰하였다.
- 기함: 아시가라
- 제31전대: 이스즈
  - 제43구축대: 다케, 우메, 모모, 기리, 스기, 마키, 가야
  - 제52구축대: 모미, 가시, 히노키, 가에데
- 부속: 제21해방대: 제22호 해방함, 제29, 31, 43호 해방함
  - 제933해군항공대

## 기록

### 소속
1. 지나방면함대, 1938년 2월 1일
2. 연합함대, 1941년 7월 25일
3. 북동방면함대, 1943년 8월 5일
4. 남동방면함대, 1944년 12월 15일

### 참전
- 중일 전쟁
- 태평양 전쟁
  - 코만도르스키 제도 전투
  - 레이테만 전투
  - 애투 전투, 상륙 지원
  - 오두막 작전, 철수 지원

## 참고

### 인용
1. ↑  戦史叢書91 1975, 359a-360쪽支那事変に伴う戦時編制の発足 ― 昭和十二年十一月

### 자료
- D'Albas, Andrieu (1965). 《Death of a Navy: Japanese Naval Action in World War II》 (영어). Devin-Adair Pub. ISBN 0-8159-5302-X.
- Dull, Paul S. (1978). 《A Battle History of the Imperial Japanese Navy, 1941-1945》 (영어). Naval Institute Press. ISBN 0-87021-097-1. (가입 필요).
- Lacroix, Eric; Wells, Linton (1997). 《Japanese Cruisers of the Pacific War》 (영어). Naval Institute Press. ISBN 0-87021-311-3.
- 防衛研究所戦史室 (1975년 12월). 《大本營海軍部・連合艦隊＜1＞》. 戦史叢書 (일본어) 91. 朝雲新聞社.